# Prix nationaux de la culture (Espagne)
Les prix nationaux de la culture d'Espagne (en espagnol : Premios Nacionales de Cultura de España) sont des prix culturels pluridisciplinaires décernés par le ministère de la Culture à une œuvre ou à un artiste espagnol dans plusieurs domaines comme la promotion de l'art, la lecture et les lettres, les arts scéniques et la musique, le patrimoine historique, les industries culturelles et la tauromachie.

## Prix décernés

### Beaux arts
- Prix national d'arts plastiques[1]
- Prix national de photographie[2]
- Prix national de stylisme[3]

### Cinéma et audiovisuel
- Prix national de cinématographie[4]
- Prix national de cinéma espagnol[5]

### Livre, lecture et lettres

#### Prix nationaux de littérature
Les prix nationaux de la littérature se décernent sous les modalités suivantes à des œuvres :
- Prix national de l'essai
- Prix national de littérature dramatique
- Prix national de littérature d'enfance et de jeunesse
- Prix national de littérature narrative
- Prix national de poésie
- Prix national de la jeune poésie

En plus du prix national des lettres espagnoles, qui est une reconnaissance décernée pour l'ensemble de l'œuvre du récipiendaire.

#### Autres prix de livre, lecture et lettres
- Prix national d'Histoire d'Espagne[6]
- Prix national de la meilleure Traduction[7]
- Prix national à l'œuvre d'un Traducteur[8]
- Prix national de la Bande dessinée[9]
- Prix national d'Illustration[10]
- Prix national de Journalisme culturel[11]
- Prix national du Développement de la Lecture[12]
- Prix national au meilleur Travail Éditorial[13]

### Arts scéniques et musique
- Prix national du Cirque[14]
- Prix national de Danse[15]
- Prix national de Musique[16]
- Prix national des Musiques Actuelles[17]
- Prix national de Théâtre[18]
- Prix national des Arts scéniques pour l'Enfance et la Jeunesse[19]

### Patrimoine historique
- Prix national de Restauration et Conservation des Biens Culturels[20]

### Industries culturelles
- Prix national du Développement de la Créativité dans le Jouet[21]
- Prix national de Télévision[22]

### Tauromachie
- Prix national de Tauromachie[23]

## Le prix Cervantes
Par ailleurs, le ministère de la Culture espagnol, d'après la proposition de l'Association des académies de la langue espagnole, décerne également depuis 1976 le prix Cervantes (reconnaissance pour l'ensemble de l'œuvre littéraire d'un auteur hispano-américain). Ce prix est considéré comme le prix littéraire le plus important en espagnol.